# Aircargo Agliana
Aircargo Agliana FC – włoski klub piłki nożnej kobiet, mający siedzibę w mieście Agliana, w środku kraju.

## Historia
Chronologia nazw:
- 1984: A.C.F. Pistoiese
- 1991: A.C.F. Agliana
- 1993: A.C.F. Agliana Imbalpaper
- 1994: A.C.F. Agliana
- 1998: Aircargo Agliana FC
- 2003: Agliana FC
- 2016: C.F. Pistoiese 2016

Klub piłkarski A.C.F. Pistoiese został założony w mieście Pistoia w 1984 roku. W 1986 zespół startował w mistrzostwach regionalnych Serie C Toscana. W 1988 zdobył promocję do Serie B. W 1991 przeniósł siedzibę do pobliskiego miasta Agliana i zmienił nazwę na A.C.F. Agliana. W sezonie 1991/92 zajął pierwsze miejsce w grupie B i zdobył awans do Serie A. Sezon 1992/93 zakończył na spadkowej 14.pozycji, ale w wyniku reorganizacji ligi pozostał w najwyższej klasie. W 1993 pozyskał nowego sponsora firmę Imbalpaper, a w 1995 osiągnął pierwszy swój sukces, zdobywając swój pierwszy tytuł mistrzowski. W 1997 zdobył Puchar kraju. W 1998 roku klub przyjął obecną nazwę Aircargo Agliana FC. W sezonie 2006/2007 zajął 9.miejsce w tabeli ligowej oraz dotarł półfinału Pucharu Włoch. Jednak klub zrezygnował z dalszych występów i został rozwiązany.
Latem 2016 odrodził jako Calcio Femminile Pistoiese 2016 oraz startował w mistrzostwach regionalnych Serie C.

## Sukcesy

### Trofea międzynarodowe
Nie uczestniczył w rozgrywkach europejskich (stan na 01-01-2017).

### Trofea krajowe
- Serie A (I poziom):
  - mistrz (1): 1994/95
  - wicemistrz (1): 1995/96
  - 3.miejsce (1): 1993/94

- Serie B (II poziom):
  - mistrz (1): 1991/92 (grupa B)

- Puchar Włoch:
  - zdobywca (1): 1996/97
  - finalista (3): 1993/94, 1994/95, 2005/06

- Superpuchar Włoch:
  - finalista (1): 1997

## Stadion
Klub rozgrywa swoje mecze domowe na stadionie Germano Bellucci w Aglianie, który może pomieścić 2580 widzów.